# Marzano di Nola
Marzano di Nola – miejscowość i gmina we Włoszech, w regionie Kampania, w prowincji Avellino.
Według danych na 1 stycznia 2022 roku gminę zamieszkiwało 1614 osób (786 mężczyzn i 828 kobiet).